# Sanmatenga
Sanmatenga är en provins i Burkina Faso. Den ligger i regionen Centre-Nord, i den centrala delen av landet, 110 km norr om huvudstaden Ouagadougou. Antalet invånare är 482 013.
Följande samhällen finns i Sanmatenga:
- Kaya
- Pissila
- Komsilga
- Doga